# Pohádky pro Emu
Pohádky pro Emu je český film režiséra Rudolfa Havlíka z roku 2016. Jde o romantický příběh z adventní doby, ve kterém se Petr Miller, pracovník imigračního úřadu v Londýně, dozvídá, že byl označen jako otec malé Emy, jejíž matka leží po vážné autonehodě v pražské nemocnici.

## Výroba
První klapka padla před polovinou ledna 2016 v Krušných horách, předtáčky se točily v Anglii, ve Windsoru v rodinném pivovaru Windsor & Eton Brewery a v Londýně. Natáčení proběhlo v lednu a únoru. K filmu vznikl videoklip, který natočil Michal Hrůza.

## Obsazení
| Ondřej Vetchý      | Petr Miller             |
| Anna Geislerová    | recepční Marie          |
| Ema Švábenská      | Ema                     |
| Anna Polívková     | recepční Klára          |
| Vilma Cibulková    | Nosková                 |
| Jiří Dvořák        | Jiří, Mariin milenec    |
| Marek Taclík       | David, Petrův bratr     |
| Oldřich Vlach      | Jan Miller, Petrův otec |
| Jana Bernášková    | Magda                   |
| Věra Křesadlová    | Mariina matka           |
| Petr Čtvrtníček    | kuchař Viktor           |
| Andrea Hoffmannová | MUDr. Sojková           |
| Nelly Řehořová     | Veronika                |
| Anna Šabršulová    | Jasmina                 |
| Rebeka Vetchá      | Rebeka                  |
| Vladimíra Krčková  | Koutná                  |

## Recenze
- Mirka Spáčilová, iDNES.cz
- Rimsy, MovieZone.cz